# Castell-estaó
Castell-estaó o Castellestaó i sovint denominat popularment Castell, és un poble del municipi de la Torre de Cabdella, al Pallars Jussà; abans del 1970 pertanyia a l'antic terme de la Pobleta de Bellveí. És a la part occidental del terç meridional del terme al qual pertany, tot i que era a la zona nord-oest del seu antic terme.
S'hi accedeix per una pista rural convertida en carretera local, asfaltada, que des del quilòmetre 8 de la carretera L-503, a l'altura de la Plana de Mont-ros, arrenca cap a ponent, i fent molts revolts per tal de guanyar alçada mena a Castell-estaó en uns 3 km de forta pujada. El primer quilòmetre de recorregut comparteix calçada amb la pista, també asfaltada, d'Antist.

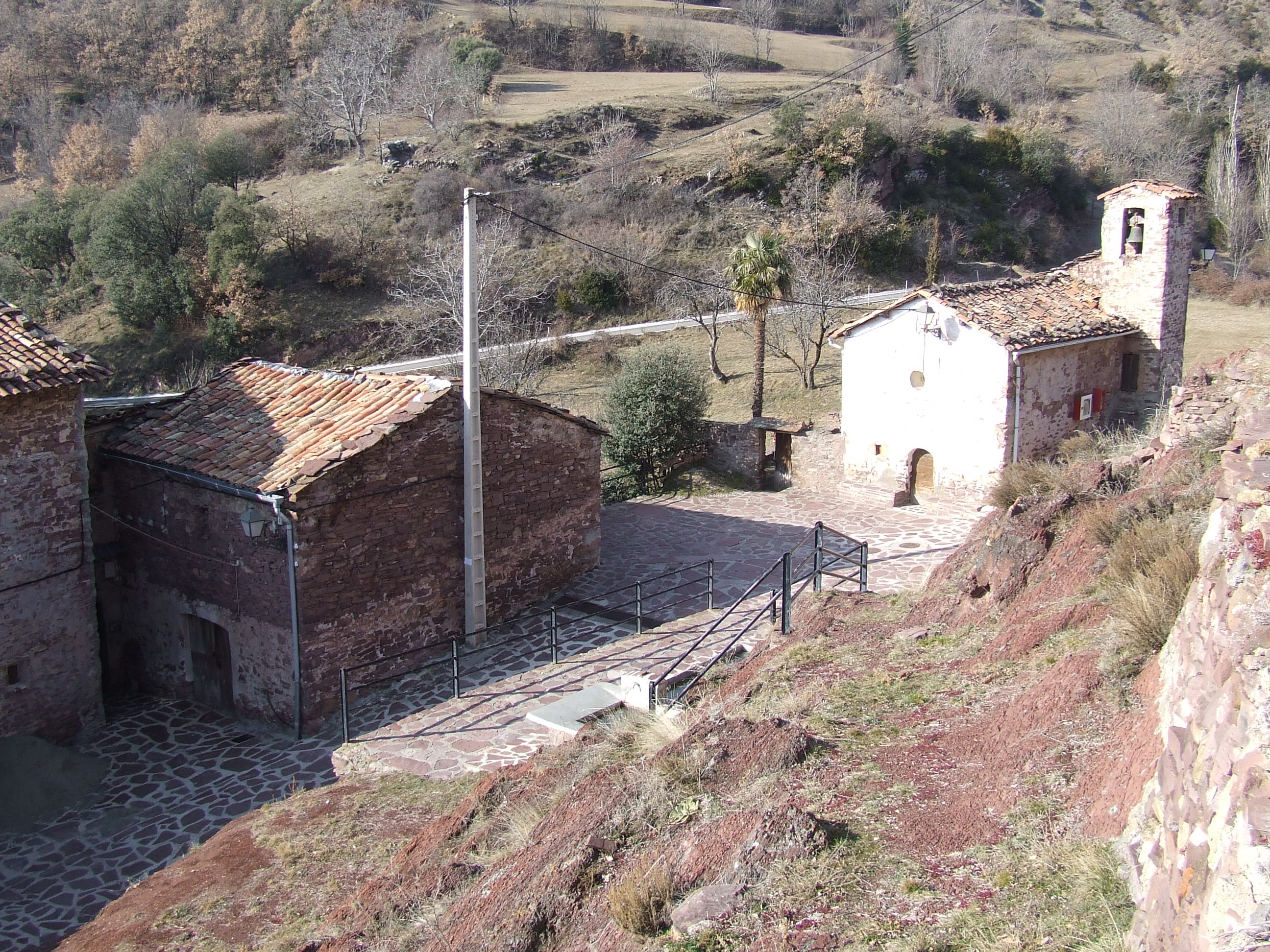
La plaça del poble i l'església parroquial

El poble està agrupat al vessant sud-est d'un turó, i presenta un recinte clos parcialment conservat, sobretot en el punt per on s'hi accedeix. Possiblement el castell que dona nom al poble era format per les mateixes cases del poble, que formen un contínuum amb una única porta d'accés a la part alta, a l'extrem de ponent de la qual hi ha l'església de sant Pere i el cementiri.
Dalt de tot del turó, on ara hi ha una casa, és probable que hi hagués una torre de guaita, les pedres de la qual devien ser reaprofitades per a la construcció posterior d'aquesta mateixa casa i d'altres del poble.
La resta del poble és a l'entorn d'un carrer principal, amb algunes ramificacions que donen pas a uns carrerons breus per accedir, antigament, a la porta de la casa, que donava inevitablement a l'interior del poble clos.
L'església del poble és dedicada a sant Pere. És un edifici petit, d'una sola nau, amb un campanaret de torre exempt. Alguns detalls constructius, com tot el mur de migdia, amb una antiga porta tapiada, el relacionen amb una església possiblement romànica, en un origen, tot i que ha estat molt afectada per transformacions al llarg dels temps. Està situada a l'extrem de ponent del poble, on acaba la carretera, i té el cementiri al seu costat de migdia.
Davant de la porta de l'església s'obre una placeta, ampliada amb l'enderrocament d'alguna casa en èpoques recents, on es troben la font pública del poble i els antics safareigs, actualment retocats en haver-s'hi fet reformes per modernitzar el conjunt.
| Detalls del poble clos | Detalls del poble clos                             | Detalls del poble clos           | Detalls del poble clos             |
| ---------------------- | -------------------------------------------------- | -------------------------------- | ---------------------------------- |
| Portal de migdia       | Casa construïda al lloc on hi degué haver la torre | El poble clos, sector de llevant | Un altre portal interior del poble |
| Portal de migdia       | Casa construïda al lloc on hi degué haver la torre | El poble clos, sector de llevant | Un altre portal interior del poble |

## Etimologia
El nom antic de la Vall Fosca era valle Stacione, d'on derivaria la segona part d'aquest topònim: Estaó (és el mateix origen que el poble del Pallars Sobirà anomenat Estaon). Castell-estaó, doncs, seria el Castell d'Estaó. Possiblement en èpoques pretèrites aquest castell tingué el paper decisiu en el domini de la Vall Fosca.

## Història

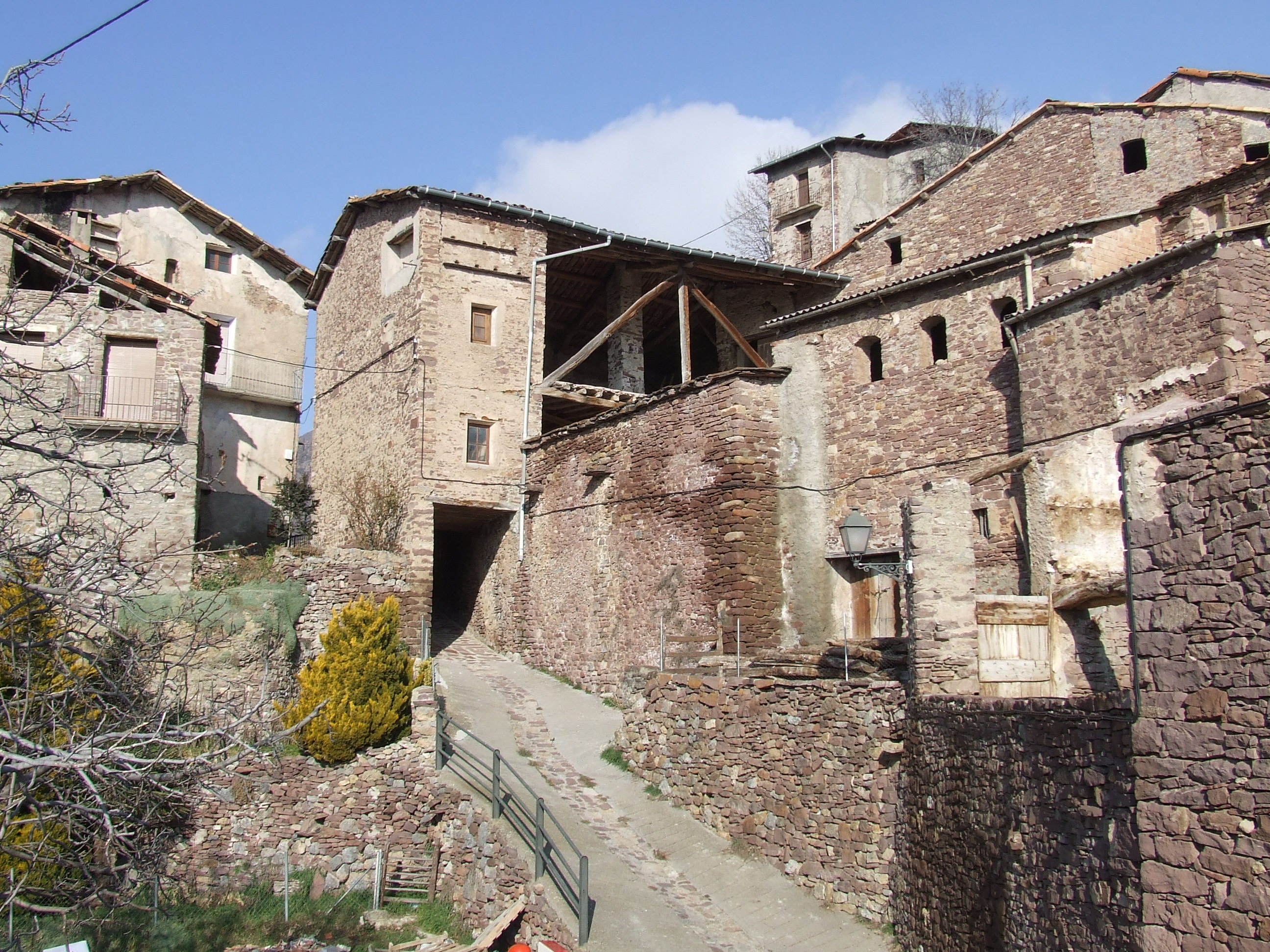
Part central de Castell-estaó

En el fogatge de vers el 1380, Castell-estaó és esmentat amb 2 focs (uns 10 habitants), formant part de la senyoria de Bellera. Romangué en mans dels descendents d'aquesta baronia: els Ballester, barons de Sant Vicenç dels Horts i de Cervelló, i els Copons, marquesos de la Manresana.
El 1718 la població de Castell-estaó era de 48 persones.
Entre 1812 i el febrer del 1847 Castellestahó gaudí d'ajuntament propi. Es formà a partir de la promulgació de la Constitució de Cadis i el seu desplegament, i fou suprimit, agregant-lo a la Pobleta de Bellveí, a causa del límit fixat en la llei municipal del 1845 del mínim de 30 veïns (caps de família) indispensables per a mantenir l'ajuntament propi.
El 1831, Castell-estaó té 15 habitants, i és senyoriu del Marquès de la Manresana.
Pascual Madoz parla de Castellestaho i diu que és una localitat amb alcalde sol, nomenat pels veïns. Situat sobre un turó entre nord i est, el combaten els vents d'aquestes direccions. Clima fred, produeix cadarns i pulmonies. Tenia 3 cases i església, servida des d'Antist. El terreny, en part muntanyós i en part pla, és de qualitat mitjana, però les terres de conreu són fluixes. Hi havia prats naturals de bona qualitat i pastures excel·lents per a tota mena de bestiar. Hi havia muntanyes amb boscos de roures, avellaners, boixos i matorral. S'hi produïa blat inferior, ordi, bones patates, mongetes i una mica de fruita. S'hi criaven ovelles i algunes vaques. De cacera, perdius abundants, conills i llebres. En total eren 4 veïns (caps de família) i 25 ànimes (habitants).
El poble tenia un molí fariner.
A principis del segle xx, Castell-estaó tenia 10 edificis, amb 31 habitants.
El 1970 tenia 28 habitants, que havien baixat a 12 el 1981. El 2006 en tenia 15, seguint la tendència a recuperar població que es viu els darrers anys a la Ribera de Flamisell. El 2015 s'hi comptaven 10 veïns.

## Festes i tradicions
Es conserven uns goigs molt antics dedicats al sant patró del poble, sant Pere. Diuen, en un dels seus fragments:
| «                             | Éreu pescaire de mar quan Jesús, Fill de Déu, vos cridà ab sa veu sens par. Los paralítics, malalts, vells, joves, socorreu, deslliurau-los de sos mals, pregueu per nós a Déu. De Castell-estaó sou lo pastor Sant Pere, i lo protector obriu-nos ab vostres claus del cel, els bells palaus. | » |
| — Popular, Goigs de sant Pere | |   |

Més modernament, tot i que és una tradició de nova planta, Castell-estaó, esmentat com a Castell, té el seu espai en el Romanço de la Vall Fosca, de Jaume Arnella, després del fragment dedicat a la Pobleta de Bellveí:
| «                                         | Hi ha la Plana de Mont-ros remuntant el Flamisell i, amagats a banda i banda, Beranui, Antist i Castell. | » |
| — Jaume Arnella, Romanço de la Vall Fosca | |   |

I el Romanço... continua a Molinos (la Torre de Cabdella).

## Mineralogia
Mineralògicament destaca la mina Eureka a ambdues ribes del riu Flamisell. Tot i que mai es va arribar a explotar com a mina, la infraestructura es va instal·lar sota un permís d'investigació i com a part de treballs d'investigació entre els anys 1962 i 1965, quan es van obrir les quatre galeries que avui podem reconèixer. S'hi pot trobar principalment quars i barita, així com diversos sulfurs i carbonats com l'ankerita; i minerals d'urani com l'andersonita o la uraninita. Destaca el descobriment de l'abellaïta un mineral de la classe dels carbonats, el primer a ser descobert a Catalunya. Aquesta mina ha sigut el segon jaciment en el món on s'ha trobat cejkaïta, una espècie mineral molt rara, així com d'altres minerals rars d'urani com l'arsenuranilita, la compreignacita o la natrozippeïta. Més recentment, la paragènesi de la mina s'ha ampliat amb la troballa de boltwoodita, devillina, gordaïta, lavendulana, metamunirita, schröckingerita i volborthita.